# Museion
Museion, Musaeum ili Museion u Aleksandriji (starogrčki:  Μουσεῖον τῆς Ἀλεξανδρείας), koji je uključivao slavnu knjižnicu Aleksandrije, bio je ustanova koju je utemeljio Ptolemej I. Soter ili, još vjerojatnije, njegov sin Ptolemej II. Filadelf. Ovaj izvorni museion ("Institucija Muza") bio je dom glazbe ili poezije, filozofske škole i knjižnice kao što je Platonova akademija, također skladište tekstova. Nije imala zbirku umjetničkih djela, nego je prije bila institucija koja je okupila neke od najznačajnijih znanstvenika helenističkog svijeta, slično suvremenom sveučilištu. Ovaj izvorni Museion bio je izvor za suvremenu uporabu riječi muzej.

## Povijest
Museion je institucija koja je utemeljena u Aleksandriji, a prema Ivanu Cesesu (1110. – 1180.), njen osnivač je bio Ptolemej I. Soter ( 367. pr. Kr. - 283. pr. Kr. ) ili, još vjerojatnije, njegov sin Ptolemej II. Filadelf (308. pr. Kr. - 246. pr. Kr.). Museion je ostao pod pokroviteljstvom kraljevske obitelji Ptolemejevića (323. pr. Kr. - 30. pr. Kr.). Takav grčki museion bio je dom glazbe ili poezije, škole filozofije i knjižnice kao što je Platonova akademija, također velika arhiva tekstova.

Museion, takođe, konotira s okupljenim zborom pisaca pod zaštitom Muza, i kao takav postaje naslovom zbirke priča o 
značajnim piscima iz prošlosti koje je sakupio Alkidam, atenski sofist iz četvrtoga stoljeća prije Krista.Premda museion u Aleksandriji nije posjedovao zbirku skulptura i slika predstavljenih kao umjetnička djela, na način kako je to skupila Ptolemejevićeva rivalska dinastija Atalida (282. pr. Kr. - 133. pr. Kr.) u knjižnici iz Pergamuma, imao je prostor namijenjen za studiji anatomije, kao i uređaje za astronomska promatranja.
 
Nasuprot muzeju, u smislu i formi koji su se razvili nakon renesanse, museion je bio institucija koja je okupljala neke od 
najznačajnijih znanstvenika helenističkog svijeta. Germain Bazin (1901. – 1990.) ga je poistovjetio sa "modernim Institutom za napredne studije u Prinstonu ili sa Collège de France u Parizu". U 21. stoljeću, najbliži ekvivalent mu je sveučilište.Tijekom određenog perioda u museionu je živjelo više od tisuću znanstvenika. Museion je plaćao članove osoblja, kao i znanstvenike, a oni su bili oslobođeni od plaćanja poreza na iznos svojih plaća. Također su dobivali besplatne obroke, besplatan smještaj i besplatnu poslugu. Museionom je upravljao svećenik kojeg je odredio faraon.

Znanstvenici museiona su provodili znanstvena istraživanja, objavljivali radove, predavali na školama i skupljali što je 
moguće više literature u tada poznatom svijetu. Osim grčkih djela, strani tekstovi su prevođeni iz asirskih, perzijskih, 
židovskih, indijskih i drugih izvora. Izmijenjene inačice grčkog književnog kanona koje danas poznajemo, od Homera i Hezioda pa naovamo, postoje u izdanjima koja su sređivana i ispravljena od strane znanstvenika okupljenih u museionu u Aleksandriji.

## Izgled
Grčki zemljopisac Strabon (63. pr. Kr. - 24. AD) je opisao museion i knjižnicu kao bogato ukrašene zgrade koje su bile smještene u kampusu zgrada i vrtova.

"Mouseion je također bio dio palača, posjedujući peripatos  i exedra.  i veliki oikos, u kojem je bio smješten zajednički stol filologa,  ljudi koji su bili članovi museiona'. 
Sadržavao je natkrivenu šetnicu, arkadu sjedala i zajedničku blagovaonicu u kojoj su znanstvenici redovito 
objedovali i dijelili ideje. Zgrada je bila ispunjena privatnim sobama za učenje, stambenim četvrtima, predavaonicama i 
kazalištima.

## Značajni znanstvenici
Poznato je da su znanstvenici proučavali, pisali ili izvodili svoje pokuse u museionu od Aleksandrije.

- Arhimed - otac inženjeringa,
- Aristarh sa Samosa - predložio je prvi heliocentrični sustav svemira,
- Kalimah - starogrčki pjesnik, kritičar i učenjak,
- Erazistrat - liječnik i suosnivač medicinskog fakulteta u Aleksandriji zajedno s Herofilom,
- Eratosten - zagovarao i tvrdio da je Zemlja sferičnog oblika te izračunao njen opseg do točnosti koja ostupa manje od 2% od današnjih mjerenja,
- Euklid - otac geometrije,
- Herofil - značajni liječnik i osnivač znanstvene metode,
- Hiparh - utemeljitelj trigonometrije,
- Pap Aleksandrijski - matematičar,
- Heron - otac mehanike

## Kraj djelovanja museiona
Klasično razdoblje museiona nije preživjelo čišćenje i protjerivanje većine privrženih intelektualaca u 145. godini prije 
Krista, kada je Aristarh sa Samotrake podnio ostavku na mjesto upravitelja; u svakom slučaju, izvori koji najbolje opisuju 
museion i knjižnicu, Ivan Caces, kao i drugi - svi bizantski kao ni kasniji, ne spominju upravitelje koji su nakon njega obnašali tu dužnost. Museion je nastavio raditi kao ustanovu u rimsko doba kada ga je Strabon opisao, a prema Svetoniju (cca. 69. –  122. AD), car Klaudije (10. pr. Kr. - 54. AD) je izgradio dodatnu zgradu. Pod vladavinom rimskih careva, članstvo u museionu je odijeljivano istaknutim učenjacima i državnicima, i to često kao nagradu za podršku koju su davali caru. Car Karakala (188. – 217. AD) je ugušio rad museiona 216. godine, možda čak i kao privremenu mjeru. Međutim, do toga vremena, centar učenja u Aleksandriji već se preselio u Sarapiju od Aleksandrije.

## Razaranje
Posljednje poznate reference na članstvo u musaeionu bilježe se u 260-im godinama. Bruhion, dio Aleksandrije u kojem se nalazio museion, vjerojatno je 272. godine uništen po nalogu cara Aurelijana, iako se još uvijek pouzdano ne zna je li još uvijek postojao te godine, jer je to područje, tijekom svoje 
okupacije, zapalilo Julije Cezar.
 
Možda je jedan od najzanimljivijih izvora o njegovom uništenju proizašao iz izvještaja rimskih pisaca. Prema nekolicini autora, Cezar je slučajno uništio knjižnicu tijekom opsade Alexandrije 48. godine prije Krista.

Plutarh, na primjer, pruža ovaj izvještaj:
"kada je neprijatelj pokušao rascijepiti njegovu flotu (Julija Cezara), bio je prisiljen suzbiti opasnost upotrebom vatre, koja se proširila od brodogradilišta te uništila veliku knjižnicu".

Ovaj izvještaj je ipak sumnjiv jer je museion iz Aleksandrije koji se nalazio neposredno do knjižnice, ostao neoštećen, kao što je geograf Strabon govorio oko 30 godina nakon Cezarove opsade Aleksandrije. Ipak, Strabon ne spominje samu knjižnicu Aleksandrije, potkrepljujući time tvrdnju da je Cezar stvarno bio odgovoran za spaljivanje. Međutim, jer je knjižnica bila vezana za museion, a Strabon je spomenuo potonji, moguće je da je knjižnica još uvijek postojala u vrijeme Strabona. Izostavljanje knjižnice može se pripisati i na mogućnost da ju Strabon nije smatrao potrebnom spomenuti, pošto je već spomenuo museion, ili da knjižnica više nije središte školstva kakva je nekoć bila (ideja "smanjenja proračuna" izgleda sve vjerojatnija). Osim toga, sugerira se da, ustvari, nije bila knjižnica ta koja je izgorila, nego skladište u blizini luke koje je korišteno za pohranu rukopisa, i koje je, zbog Cezarove ofenzive uništeno požarom.

Neuredne reference u kasnijim izvorima sugeriraju da je museion ponovno uspostavljen u 4. stoljeću na drugom mjestu, 
ali malo se zna o ovoj kasnijoj organizaciji i malo je vjerojatno da su imali sredstva koja su imali njihovi prethodnici. 
Matematičar Teon od Aleksandrije (oko 335. - oko 405.), otac Hipatije, opisan je u desetom stoljeću u leksikonu Suda kao "muškarac iz museiona", međutim ostaje nejasno kako ga se povezuje s museionom. Zaharije Orator i Eneja od Gaze govore i o fizičkom prostoru poznatom kao "museion" u kasnijem V. stoljeću.

## Ostavština
Ovaj, izvorni museion, ili ustanova Muza, je izvor za suvremenu uporabu riječi muzej. U ranoj modernoj Francuskoj, ona označava, koliko zajednicu znanstvenika okupljenih pod jednim krovom, toliko i same zbirke umjetnina. francuski i engleski pisci upućivali su se na ove zbirke kao na "kabinet", ili kao na "kabinet rariteta".

Katalog koji obuhvata zbirku iz 17. stoljeća od Johna Tradescanta starijeg (1570-1638) i njegovog sina Johna Tradescanta mlađeg (1608. – 1662.), temeljna je jezgra Ashmolean muzeja u Oxfordu izgrađenog između 1678. i 1683. godine. Katalog je objavljen pod imenom Musaeum Tradescantianum: ili Zbirka rariteta, i zahvaljujući Johnu Tradescantu mlađem, isti se, od 1656. godine, čuva u londonskoj općini Lambeth.